# Clos Fourtet

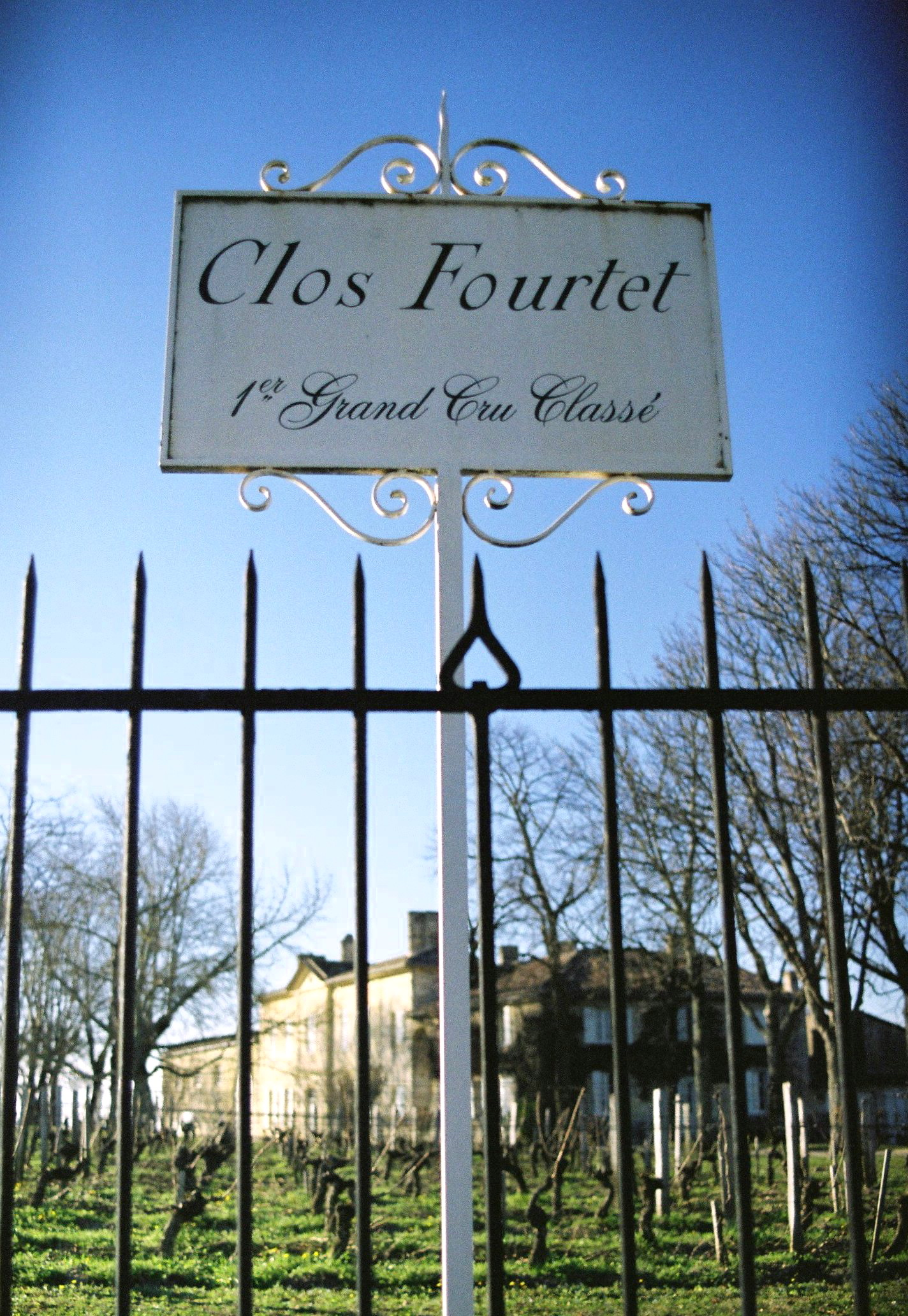
Domaine du Clos Fourtet

Le Clos Fourtet est un domaine viticole de 20 hectares situé à Saint-Émilion, en Gironde. En AOC Saint-Émilion Grand Cru, il est classé « Premier Grand Cru classé B » dans les derniers classements des vins de Saint-Émilion de 2012.

## Histoire du domaine
Implanté aux portes de la ville médiévale de Saint-Émilion sur des carrières souterraines, le Clos Fourtet doit son nom au « camp Fourtet » (également orthographié Campfourtet), place fortifiée qui servait à protéger Saint-Émilion au Moyen Âge. Rendu célèbre par ses propriétaires les seigneurs de Figeac au XVIIIe siècle, le domaine clos de murs contenant le vignoble d’un seul tenant et une résidence construite durant l’Ancien Régime.
L'étiquette n'a pas changé depuis la fondation du domaine. 

## Terroir

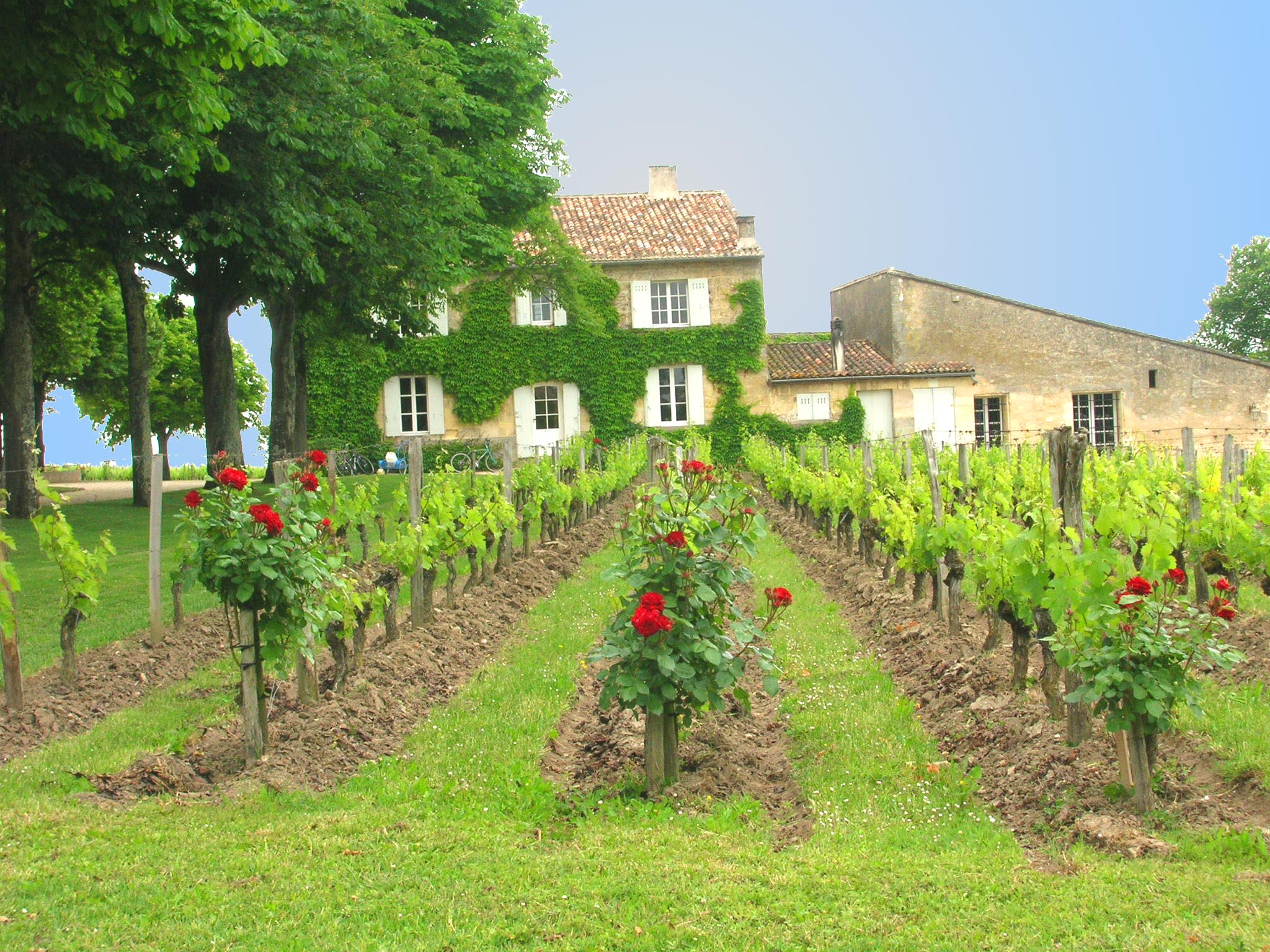
Côté Est de Clos Fourtet

Le vignoble de 18 hectares repose sur le célèbre plateau argilo-calcaire de Saint-Émilion. Ce terroir, reconnu pour ses aspects très qualitatifs, en offre des vins tout autant. 
Clos Fourtet est aussi composé de 12 hectares de caves souterraines avec une température et une hygrométrie idéale pour la conservation du vin.

## Vin
L'encépagement est constitué à 85 % de merlot, à 10 % de cabernet-sauvignon et à 5 % de cabernet franc sur une surface plantée de 18 hectares avec des vignes de 25 ans de moyenne d'âge.
Le domaine produit un grand vin nommé Clos Fourtet ainsi qu'un second vin appelé Closerie de Fourtet (autrefois Martialis de Fourtet).

## Clos Fourtet et audiovisuel
Le domaine a été le lieu de tournage principal du film Tu seras mon fils avec Niels Arestrup, Lorànt Deutsch et Patrick Chesnais en acteurs principaux. Clos Fourtet fut aussi le décor principal pour la série télévisée française Le Silence de l'épervier avec Line Renaud. 